# Ťažké pleso
Ťažké pleso (früher České pleso; deutsch Schwieriger See, Verborgener See oder Böhmischer See, ungarisch Nehéz-tó, Rejtett-tó oder Cseh-tó, polnisch Ciężki Staw oder seltener Czeski Staw) ist ein Bergsee auf der slowakischen Seite der Hohen Tatra.

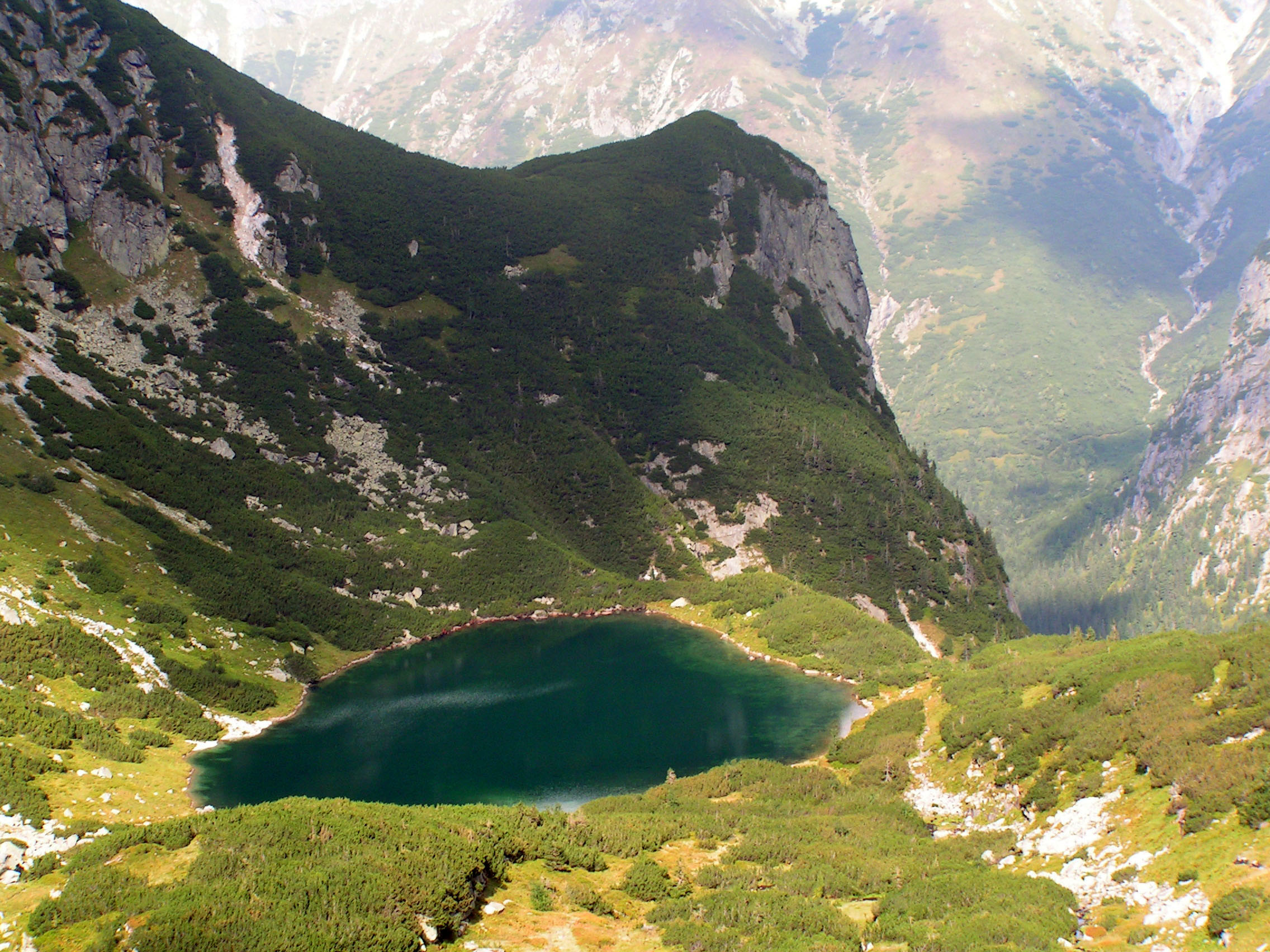
Ťažké pleso

Er befindet sich im Tal Ťažká dolina (deutsch Schwieriges Tal) im Talsystem der Bielovodská dolina und seine Höhe beträgt 1611 m n.m. Seine Fläche liegt bei 19.900 m², er misst 222 × 125 m und seine maximale Tiefe beträgt 6,2 m. Durch den See fließt der Ťažký potok, ein Zufluss der Biela voda im Einzugsgebiet des Dunajec, der seine Quelle im höher gelegenen See Zmrzlé pleso hat und unterhalb von Ťažké pleso durch den Wasserfall Ťažký vodopád hinabfällt.
Der Name ist vom Talnamen übernommen worden und bedeutet sinngemäß „Schwieriger See“. Die ältere Bezeichnung České pleso (deutsch Böhmischer See) ist durch fehlerhafte Übersetzung des goralischen/polnischen Begriffs cieźki (schwierig) und Verwechslung mit dem Wort czeski (böhmisch) entstanden. Mit dem Wort cieźki wollten goralische Hirten aus Orten wie Jurgów, Czarna Góra, Lendak und Rzepiska den anstrengenden Weg zum Tal ausdrücken.
Zum See führt kein offizieller touristischer Wanderweg und dieser ist somit nur für Mitglieder alpiner Vereine oder mit einem Bergführer zugänglich. Gute Aussichten bieten sich vom Sattel Váha und von Teilen des zum Gipfel des Bergs Rysy führenden Wanderwegs.